# Syväjärvi (Karesuando socken, Lappland, 759625-172376)
Syväjärvi är en sjö i Kiruna kommun i Lappland och ingår i Torneälvens huvudavrinningsområde. Sjön har en area på 0,372 kvadratkilometer och ligger 466,1 meter över havet.

## Delavrinningsområde
Syväjärvi ingår i det delavrinningsområde (759257-172836) som SMHI kallar för Mynnar i Pulsujoki. Medelhöjden är 530 meter över havet och ytan är 75,75 kvadratkilometer. Räknas de 2 avrinningsområdena uppströms in blir den ackumulerade arean 134,25 kvadratkilometer. Muljokjåkka som avvattnar avrinningsområdet har biflödesordning 4, vilket innebär att vattnet flödar genom totalt 4 vattendrag innan det når havet efter 411 kilometer. Avrinningsområdet består mestadels av skog (69 procent) och kalfjäll (19 procent). Avrinningsområdet har 0,57 kvadratkilometer vattenytor vilket ger det en sjöprocent på 0,7 procent.